# Damir Kreilach
Damir Kreilach, né le 16 avril 1989 à Vukovar, est un footballeur croate. Il joue au poste de milieu de terrain aux Whitecaps de Vancouver.

## Biographie
Avec l'équipe croate du HNK Rijeka, il joue 128 matchs en première division, inscrivant 19 buts. Il dispute également trois matchs en Ligue Europa.
Avec le club allemand de l'Union Berlin, il joue 149 matchs en 2. Bundesliga, marquant 33 buts. Il réalise sa meilleure performance lors de la saison 2015-2016, où il inscrit 12 buts.
En février 2018, Kreilach signe avec la MLS pour évoluer avec le Real Salt Lake. 